# سورين لالاند
سورين غوستاف لالاند (بالنرويجية: Søren Gustav Laland‏) عالم نرويجي اختص في دراسة الكيمياء حيوية، ولد في 23 مايو، 1922 وتوفي في 3 يوليو، 1998.